# Kárahnjúkar

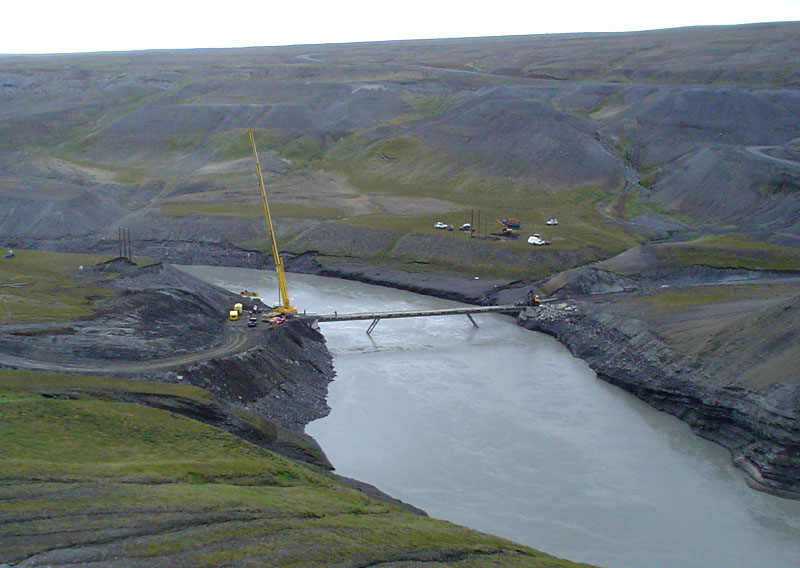
Bau einer Brücke über die Jökulsá á Brú bei Kárahnjúkar

Die Kárahnjúkar sind zwei Palagonitkegel (isl. Hnjúkur: Berggipfel, Einzahl) im isländischen Hochland nördlich des Vatnajökull mit einer Höhe von 838 und 760 m. Sie entstanden vor ungefähr 250.000 Jahren durch Lavaausbrüche unter den damaligen Gletschern.
Um die beiden Kegel wurde ein großes Wasserkraftwerk gebaut, das Kárahnjúkavirkjun, das das Aluminiumwerk von Reyðarfjörður mit Strom versorgt. Östlich und westlich der Gipfel wurden zwei der drei riesigen Staumauern errichtet, die zur Elektrizitätserzeugung aus dem Stausee benötigt werden. Durch den Bau gehen große Naturflächen verloren, auf denen z. B. die Rentiere in Island den Winter verbringen.